# リカルド・セムラー
リカルド・セムラー（1959年 - ）は、産業民主主義と企業再生のラディカルな手法で最もよく知られている、ブラジルの企業であるSemco PartnersのCEO兼オーナーである。 彼の下、収益は1982年の400万米ドルから2003年には2億1200万米ドルに増加し、彼の経営管理方針は世界中で幅広い関心を集めている。Timeは、1994年に発行されたグローバル100の若いリーダーのプロフィールシリーズの中で彼を取り上げ、世界経済フォーラムも彼を指名した。ウォールストリートジャーナルのラテンアメリカ誌であるウォールストリートジャーナルアメリカエコノミアは、1990年にラテンアメリカのビジネスマンオブザイヤーに選ばれ、1990年と1992年にブラジルのビジネスマンオブザイヤーに選ばれた。彼の最初の本であるVirando a Própria Mesa （ "Turning Your Own Table"）は、ブラジルの歴史の中で最も売れたノンフィクションの本となった。それ以来、彼はSemcoの変革と職場のリエンジニアリングについて英語で2冊の本を書いている。1993年に出版された「TurningYour Own Table」の日本語版であり、国際的なベストセラーである『セムラーイズム　全員参加の経営革命』(ソフトバンク文庫)と、2003年の『奇跡の経営 一週間毎日が週末発想のススメ』(総合法令出版)である。

## Semco 1980–1990
セムラーは、元々Semler＆Companyと呼ばれていた父親の会社に勤め、当時はサンパウロのミキサーおよび攪拌機のサプライヤーであった。リカルド・セムラーは、伝統的な独裁的な管理スタイルを支持した父親のアントニオ・セムラーと衝突したが、若かったリカルドは分散型の参加型スタイルを好んだ。さらに、彼は、父親が反対したが苦戦している造船業から離れ多様化を支持した。
激しい衝突の後、息子は会社を辞めると脅した。彼を辞任させるのではなく、アントニオ・セムラーがCEOを辞任し、リカルドが21歳だった1980年に息子に過半数の所有権を与えた。 CEOとしての初日、リカルド・セムラーはすべてのトップマネージャーの60％を解雇した。彼は会社を救うために多角化プログラムに取り組み始めた。セムラーは健康上の問題を経験し、25歳のときにポンプ工場（ニューヨーク州ボールドウィンズビル）で失神した。レーヘイクリニック（ボストン）で医師の診察を受けた後、彼は進行したストレスの症例と診断された。これにより、彼は自分自身と彼の従業員のためにより良い仕事と生活のバランスを望むこととなった。
1980年代後半、Semcoの3人のエンジニアは、セムラーが承認した新しいビジネスと製品ラインを開発するためにNucleus of Technological Innovation（NTI）を設立することを提案した。最初の6カ月間で、NTIは18の機会を特定した。この成功を受け、Semcoではサテライト・ユニットが奨励されるようになった。1980年代後半には、新製品の3分の2、従業員の3分の2が、このサテライト・ユニットで占められていた。
現象論的分析（Semcoの管理スタイルの根本的な変化の範囲内）によるセムラーのビジネス哲学の評価により、Bombałaはそれが「...優れたリーダーシップの優れた例」であると結論付けた。エレノア・グローは、管理スタイルの変更についての唯一の説明は、影響を受けた労働者からではなく、リカルド・セムラー自身から来ていると述べている。 

## Semco 1990–2004
1990年にブラジルのフェルナンド・コロール・デ・メロ大統領がハイパーインフレと戦うために流動性を劇的に制限した後、ブラジル経済は深刻な景気後退に陥り、多くの企業が破産を宣言することを余儀なくされた。 Semcoの労働者は、利益の分配が39％に増加し、管理職の給与が40％削減され、従業員にすべての支出項目を承認する権利が与えられたという条件で、賃金削減に同意した。
危機の間に複数の役割を実行することで、労働者は業務についての知識を深め、ビジネスを改善する方法についてより多くの提案を得ることができた。その間に実施された改革により、在庫が65％削減され、製品の納期が大幅に短縮され、製品の欠陥率が1％未満に低下した。ビジネス環境が改善するにつれて、Semcoの収益と収益性は劇的に改善した。
2003年現在、Semcoの年間売上高は2億1200万ドルで、1982年の400万ドル、1994年の3500万ドルから増加し、年間成長率は最大で40パーセントに達している。従業員数も1982年の90人から、2003年には3,000人に増えている。同社のユニットは以下の通り。
- 現在、ポンプではなく混合装置を製造している産業機械ユニット
- Sembobac、冷却塔を作るボルチモア空冷機とのパートナーシップ
- Cushman and Wakefield Semco、ロックフェラーの不動産会社クッシュマン・アンド・ウェイクフィールドとのパートナーシップで、ブラジルとラテンアメリカの不動産を管理
- ジョンソンコントロールズとのパートナーシップであるSemcoJohnsonControlsは、空港や病院などの大規模施設を管理
- ERM、世界をリードする環境コンサルタントの1つであるEnvironmentalResourcesManagementとのパートナーシップ
- Semco Ventures、高度なテクノロジーとインターネットサービスを提供
- SemcoHR、人的資源管理会社
- 在庫管理会社Semco-RGIS

Semcoが成長するにつれて、リカルド・セムラーは大きな評価を受けていく。彼は1990年と1992年にその年のブラジルのビジネスマンに選ばれ、世界経済フォーラムは彼を明日のグローバルリーダーの一人に指名した。トム・ピーターズ、ジム・チャンピー、マイケル・ハンマーをフィーチャーしたCIO Magazineによって任命された著名な委員会は、世界で最も成功した再設計された企業の1つとしてSemcoを選定した。 BBCは、ビジネスで最も成功した管理構造の1つを作成するために、ビジネスのリエンジニアリングに関するシリーズにSemcoを含めた。

## 他のアクティビティー
セムラーは、他の活動を追求するために、過去10年間にSemcoへの関与を減らしてきた。彼は、1993年には世界的なベストセラーとなったSemcoでの経験について『セムラーイズム』Maverickという本を書いた。
彼の2冊目の本『奇跡の経営 一週間毎日が週末発想のススメ』は2003年に出版された。
彼は世界中のメディアに出演し、ビジネススクール、企業、グループと定期的に話し合い、産業民主主義の哲学を推進している。彼はハーバード・ビジネス・スクールの客員研究員でもあった。 
セムラーは、ブラジル産業連盟の副会長であり、ブラジルの主要な環境防衛組織であるSOS大西洋岸森林のメンバーである。彼はラルストン・セムラー財団とルミアル学校を設立した。ルミアル学校は、0歳から14歳までの子供たち自身で興味のあるプロジェクトに従事する民主的な学校である。そのような学校は3つある。1校はサンパウロ市にあり、2校はサンパウロ州のカンポスドジョルダンの近くにある。

### セムラーの原則機関
2016年末現在、セムラーは、起業家やビジネスパーソンに、人を中心とした経営を自社に導入する方法を教えることを目的とした他のベンチャー企業の設立に関与し、セムラーの原則を適用する正しい方法を見つけるために結成されたセムコスタイル研究所や、オンラインコースを通じて、あらゆる人を中心とした経営スタイル（著書『セムラーイズム』に書かれているセムラーの原則、ホラクラシー、ティール組織など）に関して学ぶリードワイズのほか、こうした手法を適用した異なる業界や国の企業の成功事例を分析している。

## 参照
- Premium-Cola、同様の構造で運営されているドイツの集合体